# Trillium (gruppo musicale)
I Trillium sono un gruppo musicale symphonic metal, un progetto lanciato da Amanda Somerville, cantante/compositrice americana, nato nel 2011 a Reuver, Limburgo (Paesi Bassi).

## Storia
Ha all'attivo un album Alloy uscito nel 2011.
L'8 giugno 2018 è uscito il loro secondo album Tectonic

## Componenti

### Componenti attuali
- Amanda Somerville - voce, tastiere (2011-presente)
- Sascha Paeth - chitarra, basso (2011-presente)
- Olaf Reitmeier - chitarra acustica (2011-presente)
- Robert Hunecke - batteria (2011-presente)
- Sander Gommans - chitarra (2011-presente)

### Ex componenti
- Simon Oberender - tastiere (2011-2012)

## Discografia
- 2011 – Alloy
- 2018 – Tectonic